# Kanata—Carleton (circonscription provinciale)
Pour la circonscription fédérale, voir Kanata—Carleton.
Circonscription électorale provinciale du Canada
Kanata—Carleton est une circonscription provinciale de l'Ontario représentée à l'Assemblée législative de l'Ontario depuis 2018.

## Géographie
La circonscription consiste en une partie de la ville d'Ottawa.
Les circonscriptions limitrophes sont Ottawa-Ouest—Nepean, Nepean, Carleton, Lanark—Frontenac—Kingston et Renfrew—Nipissing—Pembroke.   

## Historique
| Législature                                                                            | Années        | Député | Député             | Parti                     |
| -------------------------------------------------------------------------------------- | ------------- | ------ | ------------------ | ------------------------- |
| Kanata—Carleton Circonscription issue de Carleton—Mississippi Mills et Nepean—Carleton |               |        |                    |                           |
| 42e                                                                                    | 2018-2022     |        | Merrilee Fullerton | Progressiste-conservateur |
| 43e                                                                                    | 2022–2023     |        | Merrilee Fullerton | Progressiste-conservateur |
| 43e                                                                                    | 2023–2025     |        | Karen McCrimmon    | Libéral                   |
| 44e                                                                                    | 2025–en cours |        | Karen McCrimmon    | Libéral                   |

## Circonscription fédérale
Depuis les élections provinciales ontariennes du 4 octobre 2007, l'ensemble des circonscriptions provinciales et des circonscriptions fédérales sont identiques.